# Olios wroughtoni
Olios wroughtoni là một loài nhện trong họ Sparassidae.
Loài này thuộc chi Olios. Olios wroughtoni được Eugène Simon miêu tả năm 1897.